# San Narciso (Zambales)

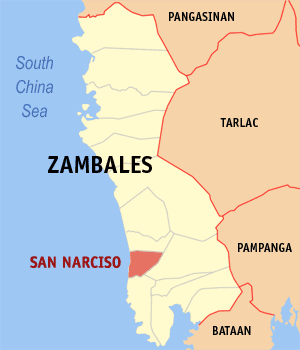
Karte der Zambales mit der Lage von San Narciso

San Narciso ist eine philippinische Stadtgemeinde in der Provinz Zambales.

## Baranggays
San Narciso ist politisch in 17 Baranggays unterteilt.
1. Alusiis
2. Beddeng
3. Candelaria
4. Dallipawen
5. Grullo
6. La Paz
7. Libertad
8. Namatacan
9. Natividad
10. Omaya
11. Paite
12. Patrocinio
13. San Jose
14. San Juan
15. San Pascual
16. San Rafael
17. Simminublan